# Champagnier
Champagnier est une commune française située dans le département de l'Isère en région Auvergne-Rhône-Alpes. Elle est rattachée au canton du Pont-de-Claix à compter des élections départementales de mars 2015 (quittant l'ancien canton de Vizille, démembré).

## Géographie

### Situation et description

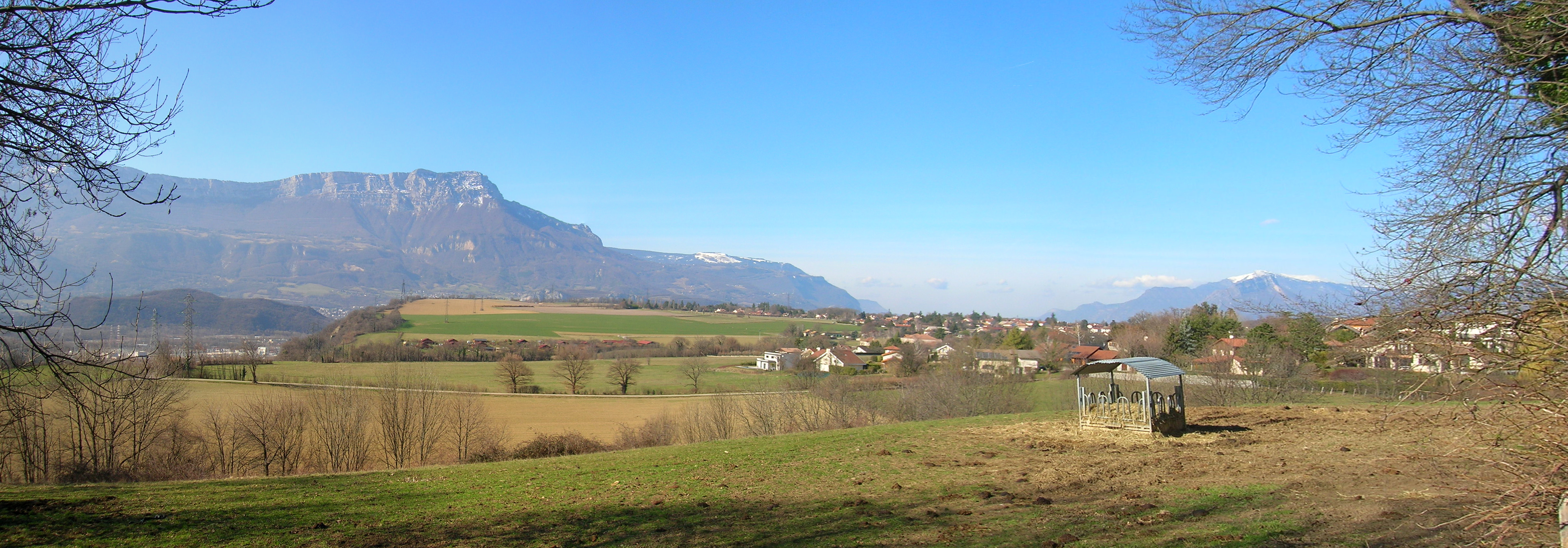
Vue générale.

Champagnier se situe, sur le plateau de Champagnier, à une dizaine de kilomètres au sud de Grenoble, et non loin de Jarrie, Le Pont-de-Claix et Échirolles. La commune fait partie de Grenoble-Alpes Métropole – la Metro – depuis le 1er janvier 2014.

### Climat
Pour des articles plus généraux, voir Climat d'Auvergne-Rhône-Alpes et Climat de l'Isère.
En 2010, le climat de la commune est de type climat des marges montargnardes, selon une étude du Centre national de la recherche scientifique s'appuyant sur une série de données couvrant la période 1971-2000. En 2020, Météo-France publie une typologie des climats de la France métropolitaine dans laquelle la commune est exposée à un climat de montagne ou de marges de montagne et est dans la région climatique Alpes du nord, caractérisée par une pluviométrie annuelle de 1 200 à 1 500 mm, irrégulièrement répartie en été.
Pour la période 1971-2000, la température annuelle moyenne est de 11 °C, avec une amplitude thermique annuelle de 18,8 °C. Le cumul annuel moyen de précipitations est de 1 233 mm, avec 10,2 jours de précipitations en janvier et 6,5 jours en juillet. Pour la période 1991-2020, la température moyenne annuelle observée sur la station météorologique de Météo-France la plus proche, « Chamrousse », sur la commune de Chamrousse à 11 km à vol d'oiseau, est de 5,8 °C et le cumul annuel moyen de précipitations est de 1 219,3 mm,. Pour l'avenir, les paramètres climatiques de la commune estimés pour 2050 selon différents scénarios d'émission de gaz à effet de serre sont consultables sur un site dédié publié par Météo-France en novembre 2022.

### Voies de communication et transports
Champagnier est traversée par la route départementale D64 (aussi appelée Route de Champagnier sur sa partie Nord et Route Nouvelle au Sud). Elle relie par conséquent la commune d'Echirolles et la route nationale N85 longeant les Iles de Champagnier où se situe la "ZAC du Saut du Moine". Sur sa partie Nord, la D64 se scinde à la sortie du village, en direction de la Route du Plâtre à Jarrie.
La commune possède un unique arrêt de bus "Place du Laca" situé vers l'entrée du village et est desservie par la ligne de bus 66 de la TAG allant de la Gare d'Echriolles jusqu'à Jarrie (Clos Jouvin) et la ligne 71 permettant de se rendre à la Gare de Jarrie (et inversement). Quelques lignes de bus permettant d'aller vers des établissements scolaires externes sont également mises en place régulièrement.

## Urbanisme

### Typologie
Au 1er janvier 2024, Champagnier est catégorisée ceinture urbaine, selon la nouvelle grille communale de densité à sept niveaux définie par l'Insee en 2022.
Elle est située hors unité urbaine. Par ailleurs la commune fait partie de l'aire d'attraction de Grenoble, dont elle est une commune de la couronne,. Cette aire, qui regroupe 204 communes, est catégorisée dans les aires de 700 000 habitants ou plus (hors Paris),.

### Occupation des sols
L'occupation des sols de la commune, telle qu'elle ressort de la base de données européenne d’occupation biophysique des sols Corine Land Cover (CLC), est marquée par l'importance des forêts et milieux semi-naturels (41,3 % en 2018), une proportion sensiblement équivalente à celle de 1990 (41,1 %). La répartition détaillée en 2018 est la suivante : 
forêts (29,4 %), terres arables (25,2 %), zones urbanisées (13,4 %), milieux à végétation arbustive et/ou herbacée (11,8 %), zones industrielles ou commerciales et réseaux de communication (7,6 %), prairies (6,6 %), eaux continentales (5,9 %). L'évolution de l’occupation des sols de la commune et de ses infrastructures peut être observée sur les différentes représentations cartographiques du territoire : la carte de Cassini (XVIIIe siècle), la carte d'état-major (1820-1866) et les cartes ou photos aériennes de l'IGN pour la période actuelle (1950 à aujourd'hui).
La commune a connue de nombreuses constructions d'habitations et de lotissements depuis 2019. Un "écoquartier" a notamment été construit sur la Place du Laca où se trouvait anciennement un vaste champ. Ce projet a par ailleurs reçu un accueil mitigé de la part des villageois et des nouveaux habitants à la suite de nombreux manquements et problèmes reportés localement pendant et après la construction.

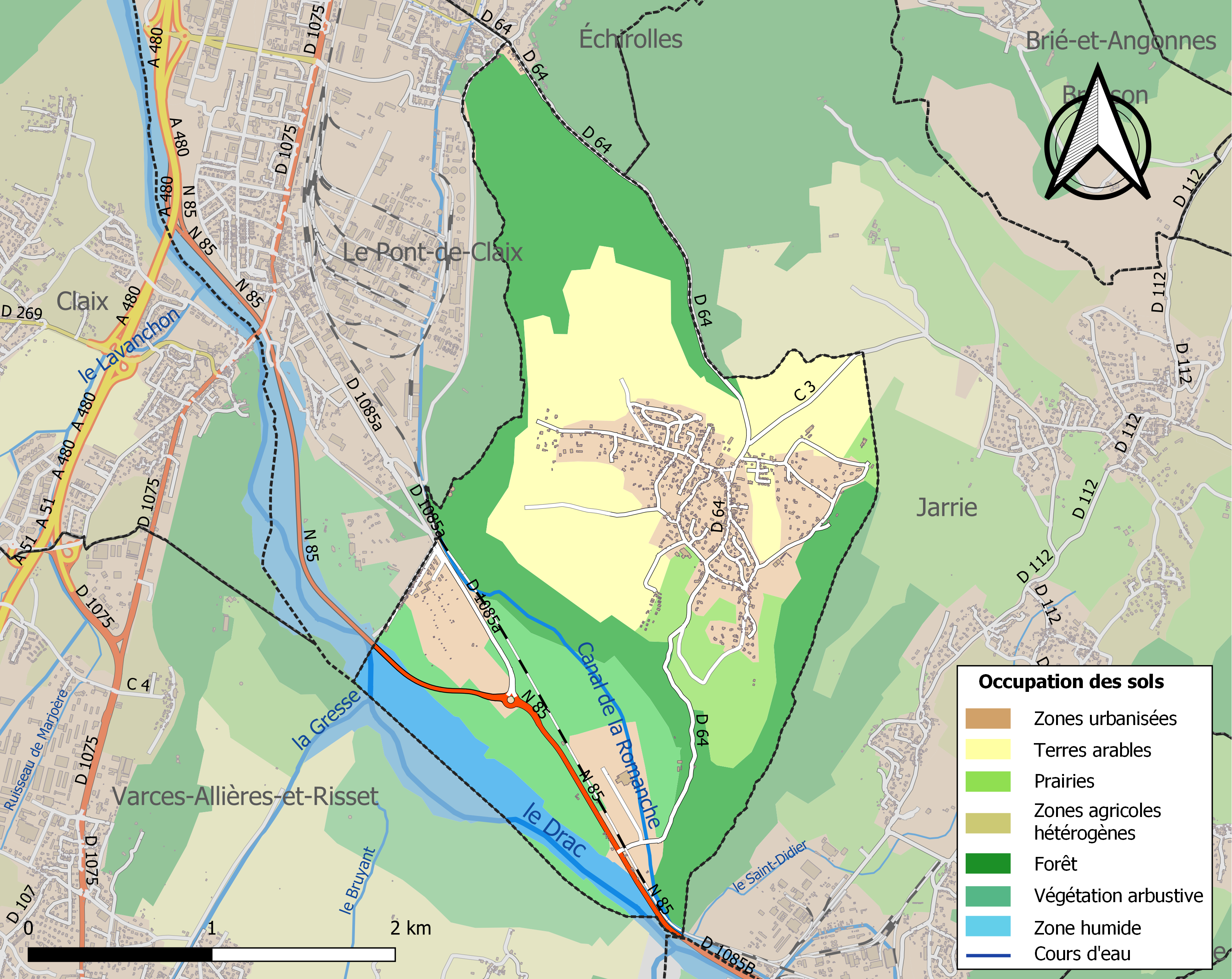
Carte des infrastructures et de l'occupation des sols de la commune en 2018 (CLC).

### Risques naturels et technologiques

#### Risques sismiques
L'ensemble du territoire de Champagnier est situé en zone de sismicité n°4 (sur une échelle de 1 à 5), comme l'ensemble du territoire de l'agglomération grenobloise.
| Type de zone | Niveau            | Définitions (bâtiment à risque normal) |
| ------------ | ----------------- | -------------------------------------- |
| Zone 4       | Sismicité moyenne | accélération = 1,6 m/s2                |

#### Risques technologiques
La commune est encerclée par plusieurs sites industriels, en particulier la plateforme chimique du Pont-de-Claix classée Seveso seuil haut ainsi que celle de Jarrie classée Seveso 3 où sont installées plusieurs entreprises de l'industrie chimique et nucléaire (Vencorex, Arkema, Framatome...).

## Histoire

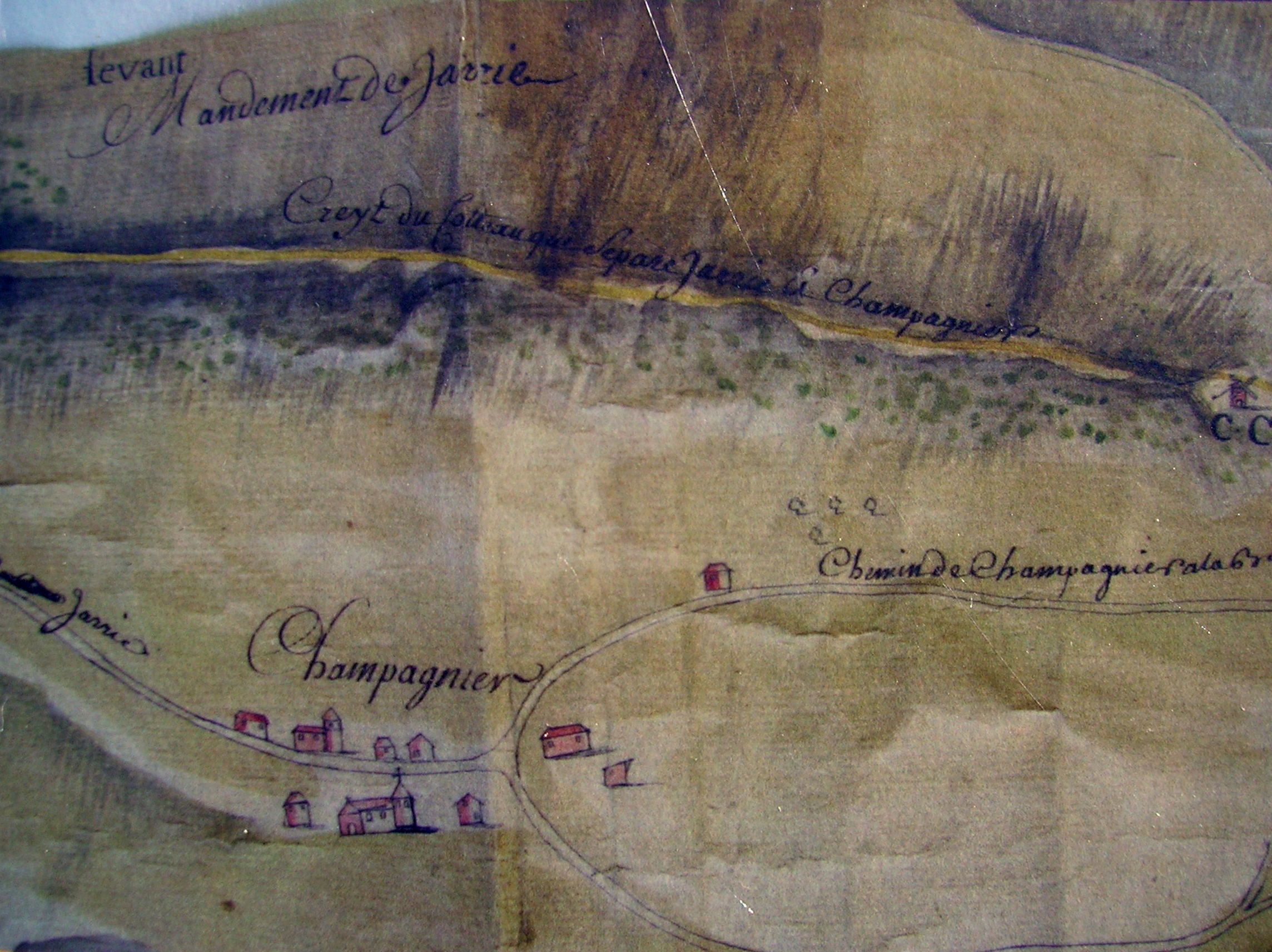
Extrait du "Plan figuratif et démonstratif du mandement et territoire de Champagnier suivant les confins tirés du prôhème général des reconnaissances des années 1627 et 1654". Archives Départementales de l'Isère 1 F1 2236. Plan communiqué par Maître Antoine AMAR le 27 juillet 1746 lors de son procès contre Messire Charles AUBERT de la BÂTIE.

Cette commune a été créée durant le Moyen Âge sous Charlemagne pour protéger les marchandises venues d'Italie[réf. nécessaire].

## Politique et administration

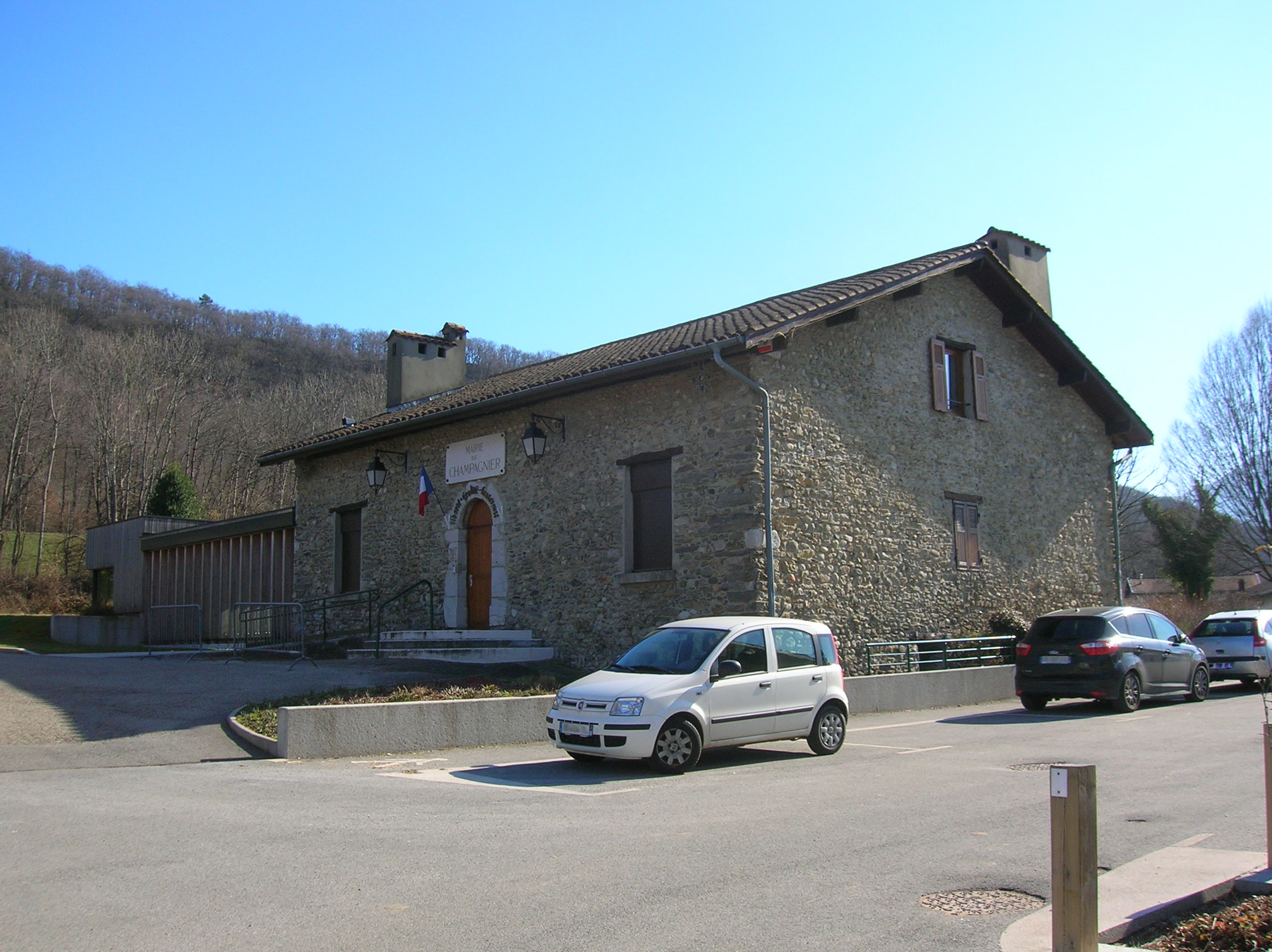
La mairie.

| Période                                  | Période    | Identité             | Étiquette | Qualité   |
| ---------------------------------------- | ---------- | -------------------- | --------- | --------- |
| Les données manquantes sont à compléter. |            |                      |           |           |
| mars 2001                                | mars 2008  | Patrick Laclie       | SE        |           |
| mars 2008                                | avril 2011 | Françoise Cloteau    | SE        |           |
| avril 2011                               | mars 2014  | Jean-François Fallet | SE        |           |
| mars 2014                                | 2020       | Françoise Cloteau    | PG        | Retraitée |
| 2020                                     | En cours   | Florent Cholat       | SE-DVG    |           |

### Élections municipales 2008
En 2008 les Champagnards disposent de deux listes : « Agir avec vous » conduite par Françoise Cloteau (qui emporte les 15 sièges du conseil municipal dès le 1er tour le 9 mars 2008 et la liste « Champagnier mon village ».

### Élections municipales 2014
Aux élections municipales de 2014, une seule liste, conduite par Françoise Cloteau est présente « Ensemble pour Champagnier ».

### Élections municipales 2020
Aux élections municipales de 2020, deux listes s'opposent : "Champagnier en commun", menée par Florent Cholat, et "Ensemble pour l'avenir de Champagnier", menée par Raoul Leveque.
"Champagnier en commun" remporte l'élection avec 55,77% (12 sièges) des voix contre 44,22% (3 sièges) pour "Ensemble pour l'avenir de Champagnier".

## Population et société

### Démographie
L'évolution du nombre d'habitants est connue à travers les recensements de la population effectués dans la commune depuis 1793. Pour les communes de moins de 10 000 habitants, une enquête de recensement portant sur toute la population est réalisée tous les cinq ans, les populations de référence des années intermédiaires étant quant à elles estimées par interpolation ou extrapolation. Pour la commune, le premier recensement exhaustif entrant dans le cadre du nouveau dispositif a été réalisé en 2006.

En 2022, la commune comptait 1 506 habitants, en évolution de +21,94 % par rapport à 2016 (Isère : +3,07 %, France hors Mayotte : +2,11 %).
| 1793 | 1800 | 1806 | 1821 | 1831 | 1836 | 1841 | 1846 | 1851 |
| ---- | ---- | ---- | ---- | ---- | ---- | ---- | ---- | ---- |
| 371  | 376  | 332  | 403  | 458  | 510  | 535  | 532  | 546  |

| 1856 | 1861 | 1866 | 1872 | 1876 | 1881 | 1886 | 1891 | 1896 |
| ---- | ---- | ---- | ---- | ---- | ---- | ---- | ---- | ---- |
| 508  | 523  | 563  | 606  | 428  | 413  | 434  | 437  | 415  |

| 1901 | 1906 | 1911 | 1921 | 1926 | 1931 | 1936 | 1946 | 1954 |
| ---- | ---- | ---- | ---- | ---- | ---- | ---- | ---- | ---- |
| 390  | 385  | 358  | 722  | 474  | 519  | 481  | 430  | 533  |

| 1962 | 1968 | 1975 | 1982 | 1990 | 1999 | 2006  | 2011  | 2016  |
| ---- | ---- | ---- | ---- | ---- | ---- | ----- | ----- | ----- |
| 540  | 591  | 641  | 683  | 902  | 961  | 1 088 | 1 286 | 1 235 |

| 2021  | 2022  | - | - | - | - | - | - | - |
| ----- | ----- | - | - | - | - | - | - | - |
| 1 406 | 1 506 | - | - | - | - | - | - | - |

### Enseignement
- École primaire de Champagnier (niveaux : PS, MS, GS, CP, CE1, CE2, CM1, CM2).
- Du fait qu'il n'y a pas de collège sur la commune, les élèves de l'école de Champagnier poursuivent leur scolarité à Jarrie au collège du Clos-Jouvin.
- De même, le lycée référent pour les élèves champagnards est le lycée Marie-Curie se situant à Échirolles.

### Sports

#### Équipement sportif

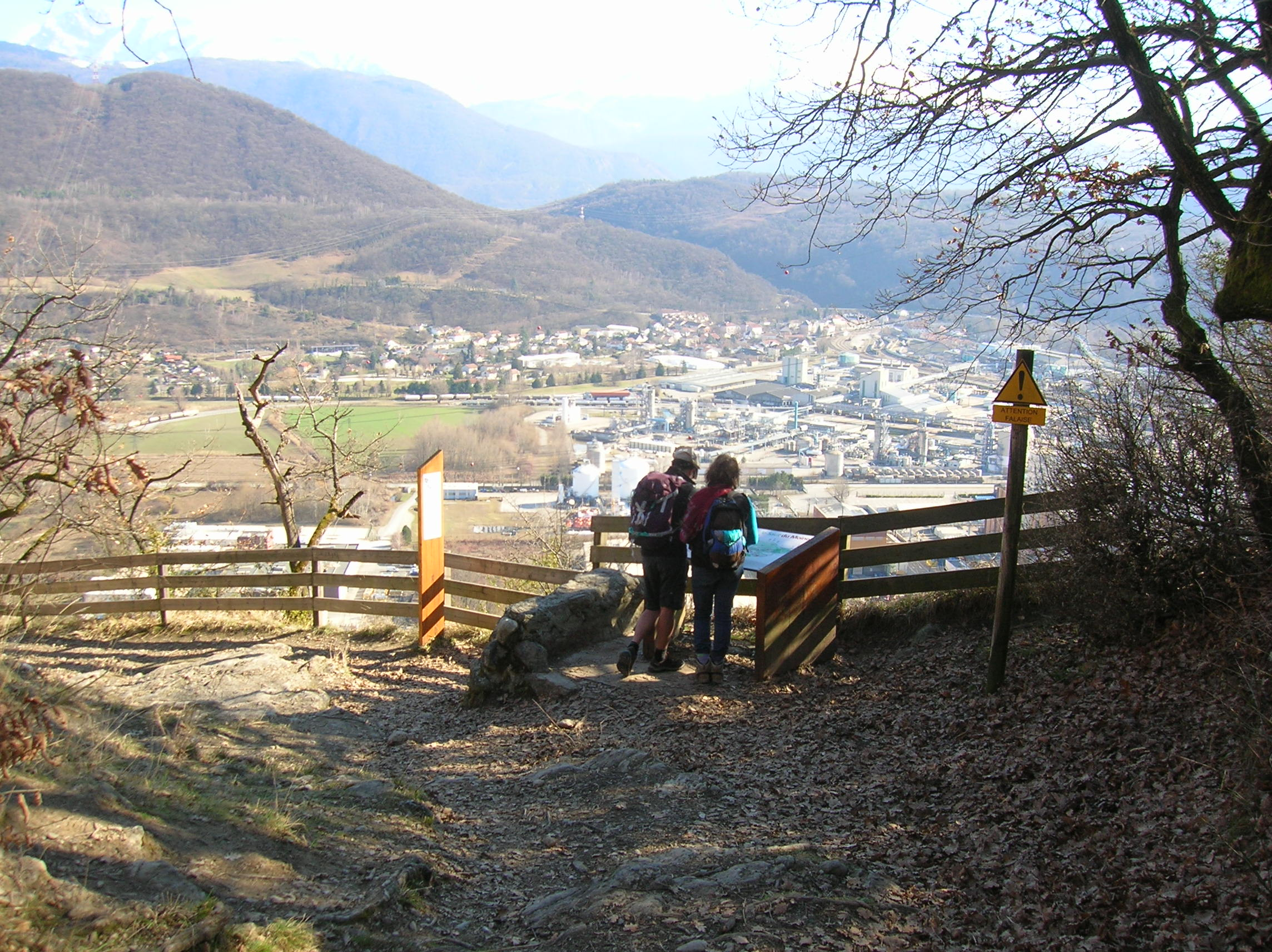
Le Saut du moine.

- Randonnées pédestres
- Aire de jeux.
- Terrain de football.
- Gymnase.
- Skatepark.

## Économie
Le commune fait partie de l'aire géographique de production et transformation du « Bois de Chartreuse », la première AOC de la filière Bois en France.
On trouve aussi plusieurs entreprises domiciliées sur Champagnier, ainsi qu'un chalet pizza sur la place du Laca.
Depuis 2019, la commune développe une nouvelle zone d'activités "ZAC du Saut du Moine" sur l'ancien site Polimeri, fermé en 2016. La zone d'activité accueille les entreprises (et start-ups) SDCEM, Aledia, HRS et SteelHy.
Un vide grenier est organisé chaque année en novembre dans le Gymnase des 4 Vents. La vente de nourriture ainsi que l'inscription exposant servent à financer l'école du village.

## Culture locale et patrimoine

### Lieux et monuments
- On rencontre des anciennes bâtisses et maisons de maître isolées, qui datent dès l'avant de la Révolution ; aucun vestige médiéval n'est connu sur la commune[22]
- Église Saint-André, du XIXe siècle, qui conserve le clocher d'origine, du XIIe siècle[22]
- Panorama sur le massif du Vercors et la chaîne de Belledonne.
- La base de tour au lieu-dit Châteauvieux
- La maison des Templiers
- Le Saut du Moine
- Place du Laca
- Réserve naturelle régionale des Isles du Drac.

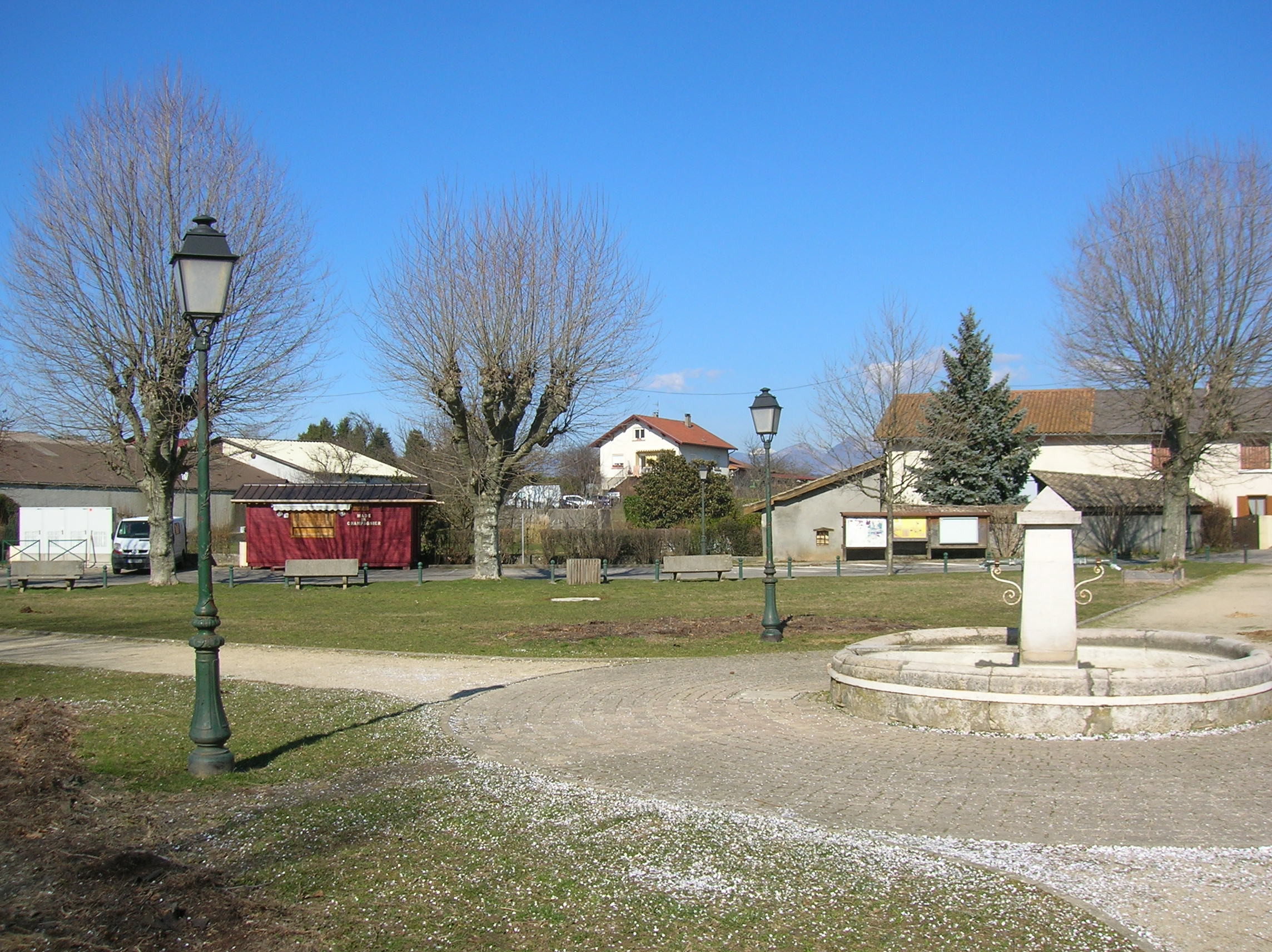
La place du Laca.
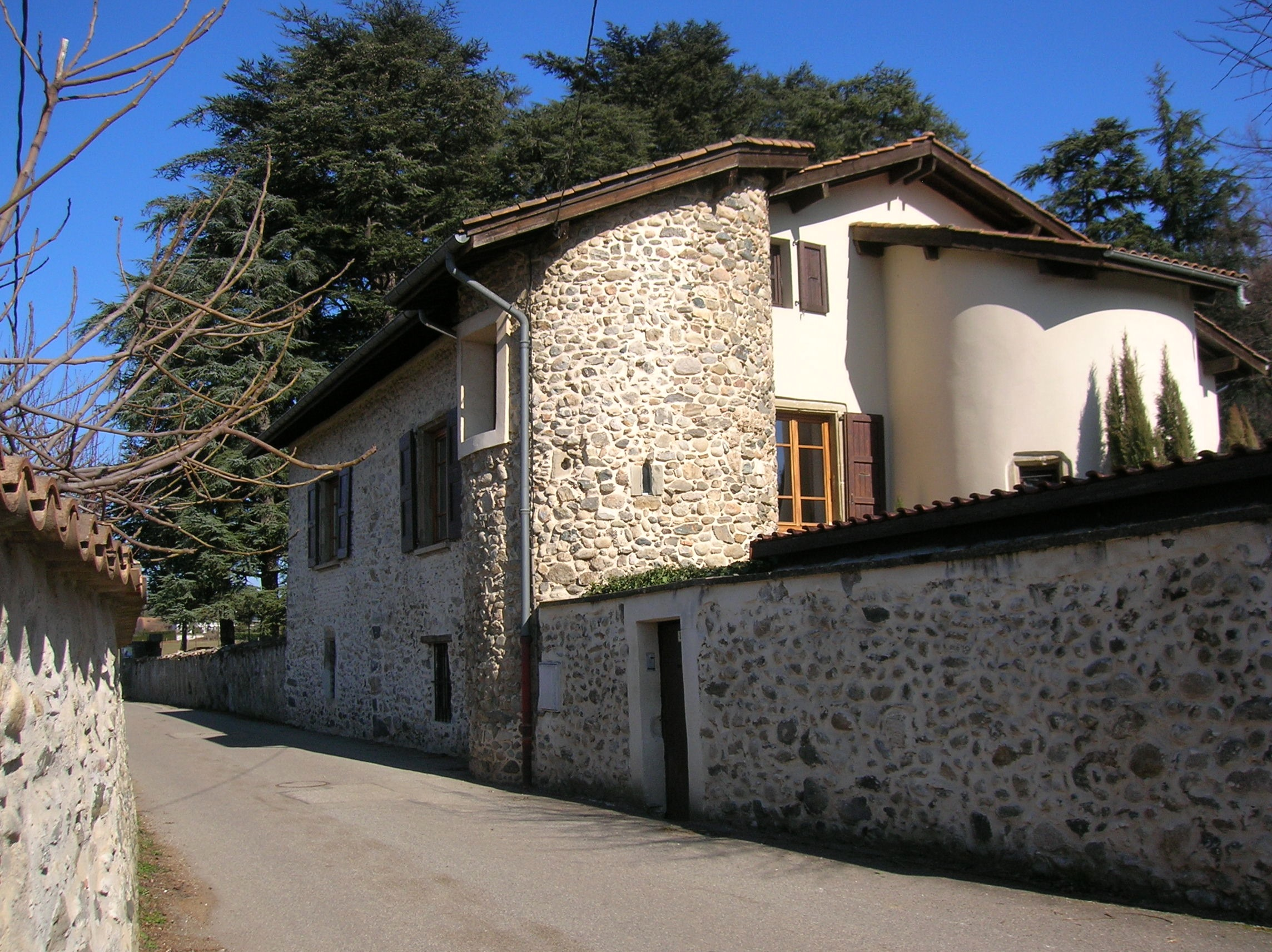
La maison des Templiers.
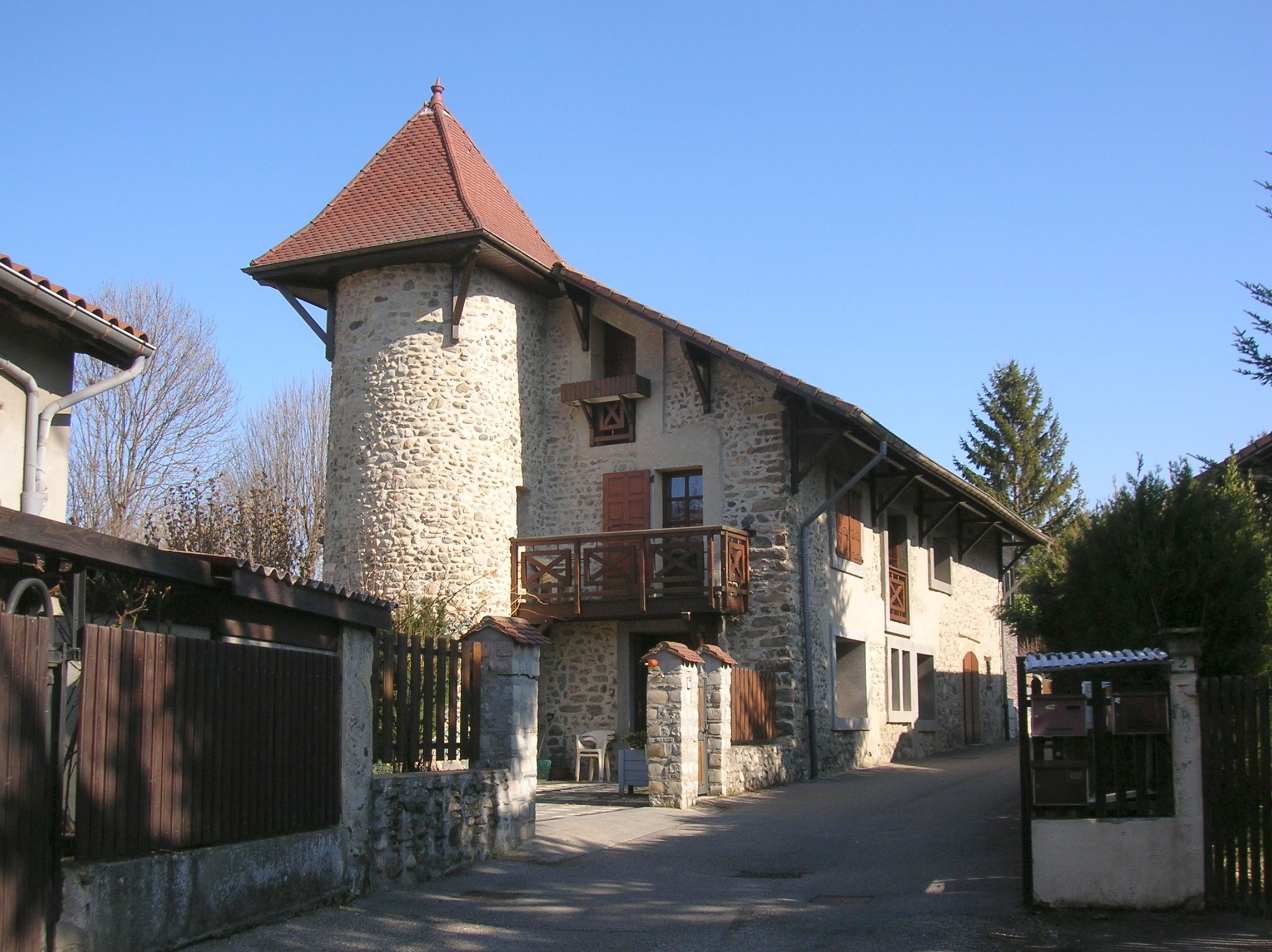
Une autre ancienne maison.
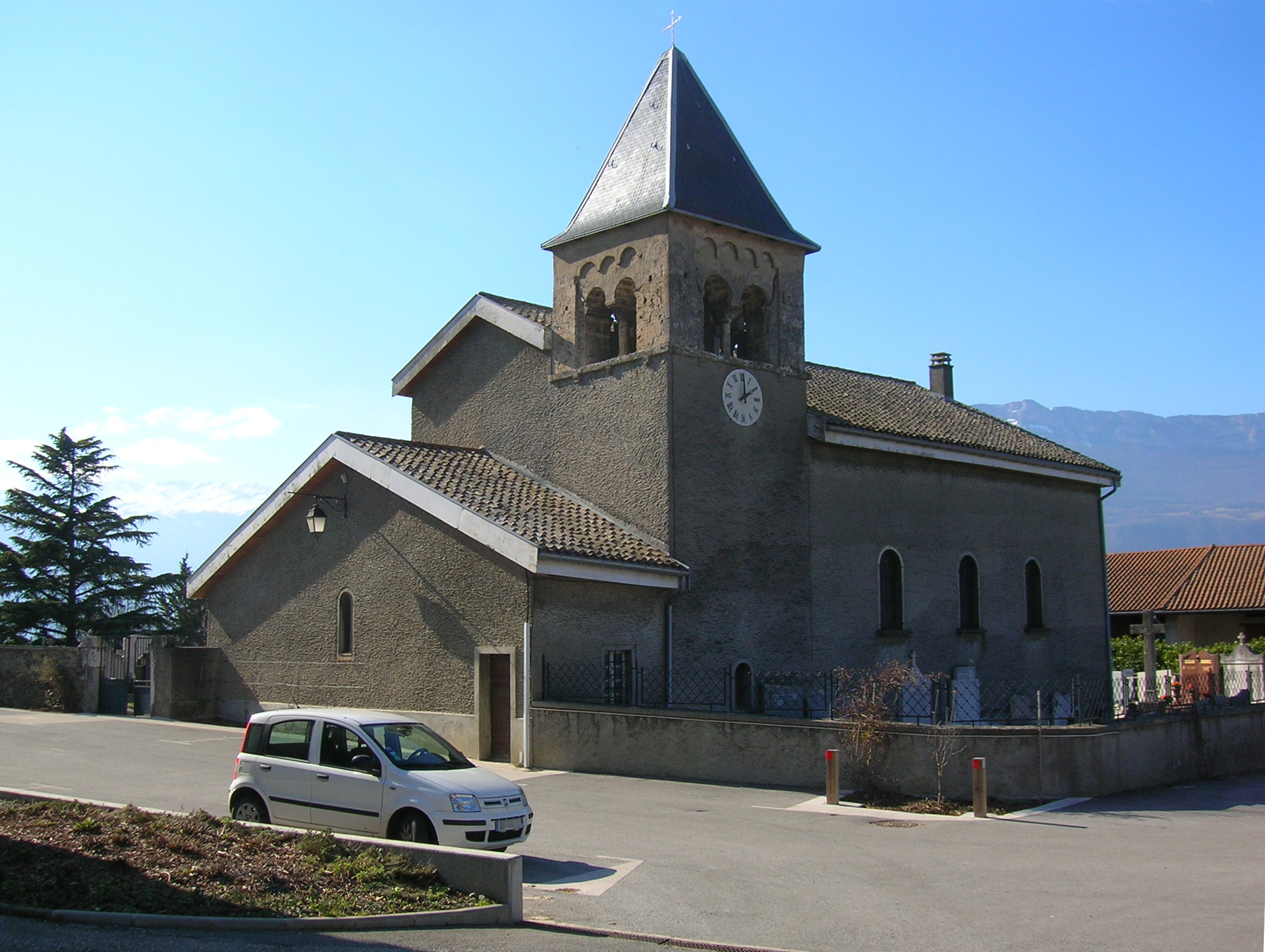
L'église.

### Espaces verts et fleurissement
En 2014, la commune obtient le niveau « une fleur » au concours des villes et villages fleuris. Cette fleur a été perdue en 2015.
La commune compte de nombreux champs où sont cultivés des céréales, du maïs, de la luzerne. En fonction des saisons, les champs servent aussi aux pâturages.

### Infrastructures et services
- Cantine scolaire.
- Bibliothèque municipale.
- Maison des jeunes et de la culture (MJC).